# 1967 – Sunshine Tomorrow
1967 – Sunshine Tomorrow è un doppio album compilation dei The Beach Boys, pubblicato della Capitol Records nel 2017.
Il disco è costituito da materiale inedito tratto in prevalenza dalle sessioni di studio per l'album del 1967 Wild Honey. Inclusi nella raccolta ci sono il primo missaggio stereofonico dell'album in questione, varie versioni dal vivo delle canzoni, outtakes, e materiale aggiuntivo proveniente da Smiley Smile (1967) e dall'inedito album live Lei'd in Hawaii, entrambi immediatamente precedenti alle sessioni di Wild Honey.
L'8 dicembre 2017, la compilation è stata seguita da: 1967 – Sunshine Tomorrow 2: The Studio Sessions e 1967 – Live Sunshine, entrambi distribuiti in download digitale.

## Descrizione
L'album, che si focalizza sulle sessioni in studio successive all'abortito progetto SMiLE nel 1967, include un nuovo missaggio stereo di Wild Honey prodotto da Mark Linett e Alan Boyd. Il nuovo mix è stato reso disponibile anche su disco in vinile. Il titolo della raccolta deriva da una traccia dell'album Wild Honey, il brano Let the Wind Blow, che contiene i versi: «Take away their sorrows, give them sunshine tomorrow».

## Tracce

### Disco 1
Wild Honey stereo mix
1. Wild Honey – 2:45 (Brian Wilson, Mike Love)
2. Aren't You Glad – 2:16 (Brian Wilson, Mike Love)
3. I Was Made To Love Her – 2:07 (Cosby, Hardaway, Moy, Wonder)
4. Country Air – 2:21 (Brian Wilson, Mike Love)
5. A Thing Or Two – 2:42 (Brian Wilson, Mike Love)
6. Darlin' – 2:14 (Brian Wilson, Mike Love)
7. I'd Love Just Once To See You – 1:49 (Brian Wilson, Mike Love)
8. Here Comes The Night – 2:44 (Brian Wilson, Mike Love)
9. Let The Wind Blow – 2:23 (Brian Wilson, Mike Love)
10. How She Boogalooed it – 1:59 (Mike Love, Bruce Johnston, Al Jardine, Carl Wilson)
11. Mama Says – 1:08 (Brian Wilson, Mike Love)

Wild Honey sessions September – November 1967
1. Lonely Days (alternate version) – 1:45
2. Cool Cool Water (alternate early version) – 2:08
3. Time to Get Alone (alternate early version) – 3:08
4. Can't Wait Too Long (alternate early version) – 2:49
5. I'd Love Just Once to See You (alternate version) – 2:22
6. I Was Made to Love Her (vocal insert session) – 1:35
7. I Was Made to Love Her (long version) – 2:35
8. Hide Go Seek – 0:51
9. Honey Get Home – 1:22
10. Wild Honey – 5:39
11. Aren't You Glad – 4:21
12. A Thing Or Two (track and backing vocals) – 1:01
13. Darlin' – 4:36
14. Let the Wind Blow – 4:14

Wild Honey live 1967 – 1970
1. Wild Honey (live in Detroit, November 17, 1967) – 2:53
2. Country Air (live in Detroit, November 17, 1967) – 2:20
3. Darlin' (live in Pittsburgh, November 22, 1967) – 2:25
4. How She Boogalooed It (live in Detroit, November 17, 1967) – 2:43
5. Aren't You Glad (live in 1970, location unknown) – 3:12
6. Mama Says – 3:08

### Disco 2
Smiley Smile sessions  June – July 1967
1. Heroes and Villains (single version backing track) – 3:38
2. Vegetables (long version) – 2:55
3. Fall Breaks and Back to Winter (alternate mix) – 2:28
4. Wind Chimes (alternate tag section) – 0:48
5. Wonderful (backing track) – 2:23
6. With Me Tonight (alternate version with session intro) – 0:51
7. Little Pad (backing track) – 2:40
8. All Day All Night (Whistle In) (alternate version 1) – 1:04
9. All Day All Night (Whistle In) (alternate version 2) – 0:50
10. Untitled – 0:35

Lei'd in Hawaii "live" album September 1967
1. Fred Vail Intro – 0:24
2. The Letter – 1:54
3. You're So Good to Me – 2:31
4. Help Me, Rhonda – 2:24
5. California Girls – 2:30
6. Surfer Girl – 2:17
7. Sloop John B – 2:50
8. With a Little Help from My Friends – 2:21
9. Their Hearts Were Full of Spring – 2:33
10. God Only Knows – 2:45
11. Good Vibrations – 4:13
12. Game of Love – 2:11
13. The Letter (alternate take) – 1:56
14. With a Little Help from My Friends (stereo mix) – 2:21

Live in Hawaii August 1967
1. Hawthorne Boulevard – 1:05
2. Surfin' – 1:40
3. Gettin' Hungry – 3:19
4. Hawaii (rehearsal take) – 1:11
5. Heroes and Villains (rehearsal) – 4:45

Thanksgiving tour 1967 Live in Washington, D.C. and Boston
1. California Girls (Washington, DC, November 19, 1967) – 2:32
2. Graduation Day (Washington, DC, November 19, 1967) – 2:56
3. I Get Around (Boston, November 23, 1967) – 2:53

Additional 1967 studio recordings
1. Surf’s Up (1967 version) – 5:25
2. Surfer Girl (1967 a cappella mix) – 2:17